# Вуйошевич, Душко
Душко Вуйошевич (серб. Душко Вујошевић; род. 3 марта 1959, Титоград, Югославия) — сербский баскетбольный тренер. В настоящее время главный тренер баскетбольного клуба «Университатя» (Клуж-Напока).

## Тренерская карьера

### Клубы
Профессиональную тренерскую деятельность он начал в 1976 гору в юниорских командах «Партизана». Как главный тренер Душко Вуйошевич дебютировал в «Партизане». До ПБК ЦСКА (Москва) он тренировал испанские, итальянские и сербские (югославские) баскетбольные клубы, но успехов добивался только с последними. В Сербии Душко Вуйошевич обрел репутацию раскрытия таланта у молодых и неизвестных баскетболистов.
25 июня 2010 года Душко Вуйошевич подписал контракт с ПБК ЦСКА (Москва). Перед стартом Чемпионата России по баскетболу в интервью сайту клуба Вуйошевич заявил, что команда ЦСКА будет использовать зонную защиту и в целом он доволен нововведениями в правилах баскетбола.
Душко Вуйошевич стал первым тренером европейского клуба, который выиграл у клуба НБА в США. ПБК ЦСКА (Москва) в ходе турне проиграл «Майами Хит» (85:96) и «Оклахома-Сити Тандер» (87:97), но победил «Кливленд Кавальерс» (90:87). По мнению Душко Вуйошевич турне по США принесёт пользу ЦСКА.
24 ноября 2010 года Душко Вуйошевич был отправлен в отставку с поста главного тренера ПБК ЦСКА после 5 поражений из 6 матчей клуба в Евролиге. Она не являлась секретом для баскетбольных экспертов.

### Сборные
В 1988 году Душко Вуйошевич выиграл с юниорской сборной Югославии по баскетболу чемпионат Европы (до 18 лет). В 2003 году он тренировал сборную Сербии и Черногории на Чемпионате Европы. С 2007 года Душко Вуйошевич является главным тренером сборной Черногории. В 2010 году сборная под его руководством прошла квалификационный отбор на Чемпионат Европы 2011 года. С 22 ноября 2010 года он больше не является тренером сборной Черногории. Его сменил на этом посту Деян Радонич.

## Достижения
- Чемпион Сербии: 2006/07, 2007/08, 2008/09, 2009/10
- Чемпион Сербии и Черногории: 2001/02, 2002/03, 2003/04, 2004/05, 2005/06
- Чемпион Югославии: 1986/87
- Кубок Сербии (Югославии): 1988/89, 2001/02, 2007/08, 2008/09, 2009/10
- Обладатель Кубка Корача: 1989
- Победитель Адриатической лиги: 2006/07, 2007/08, 2008/09, 2009/10